# Pieni-Ranssi
Pieni-Ranssi är en ö i Finland. Den ligger i sjön Puruvesi i Nyslott kommun i  Nyslotts ekonomiska region  och landskapet Södra Savolax, i den sydöstra delen av landet, 300 km nordost om huvudstaden Helsingfors. Öns area är 0,2 hektar och dess största längd är 90 meter i sydöst-nordvästlig riktning.